# Château de Rayen
Le château de Rayen est un château de la ville de Rayen, en Iran, construit par les Sassanides,,.

## Galerie

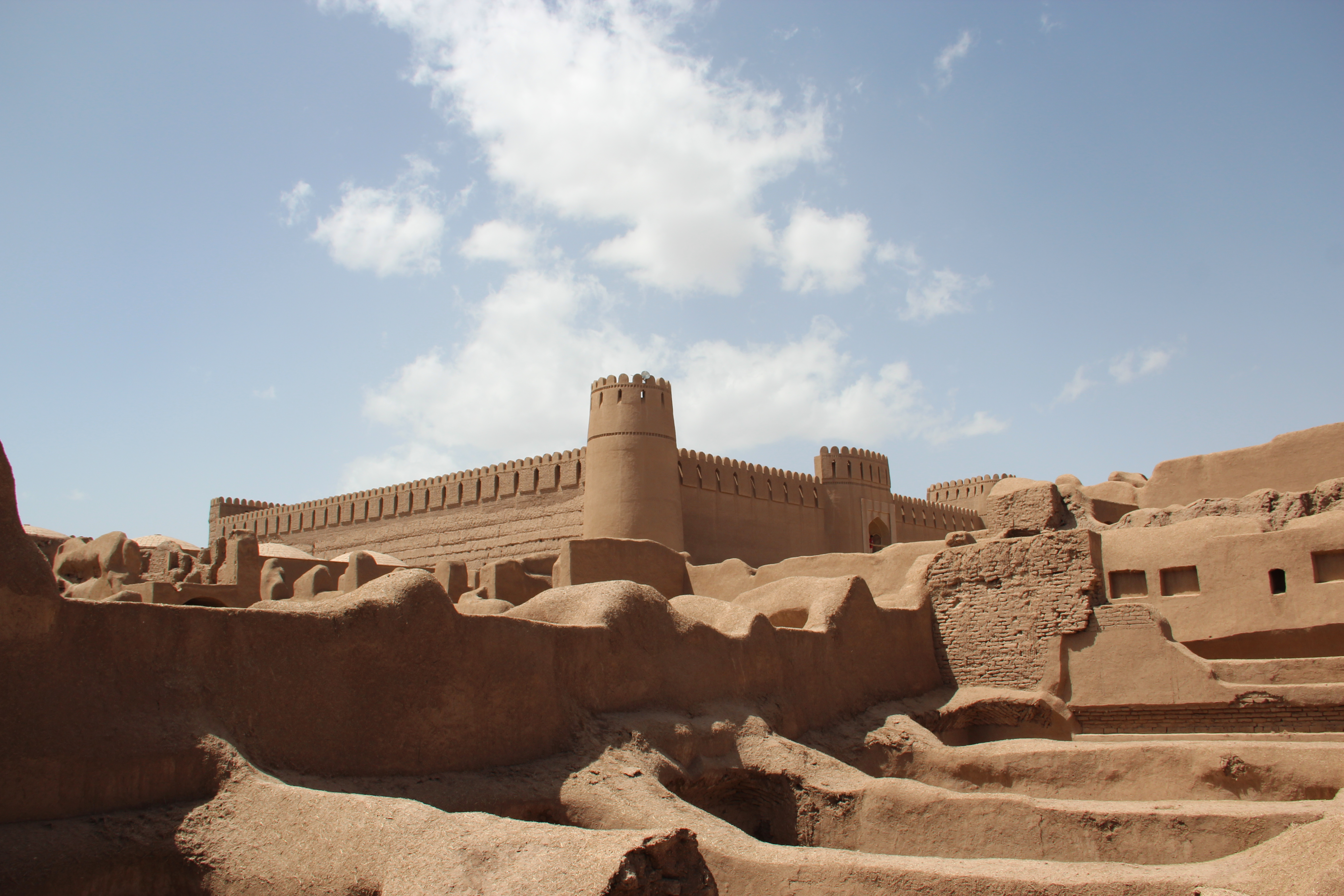
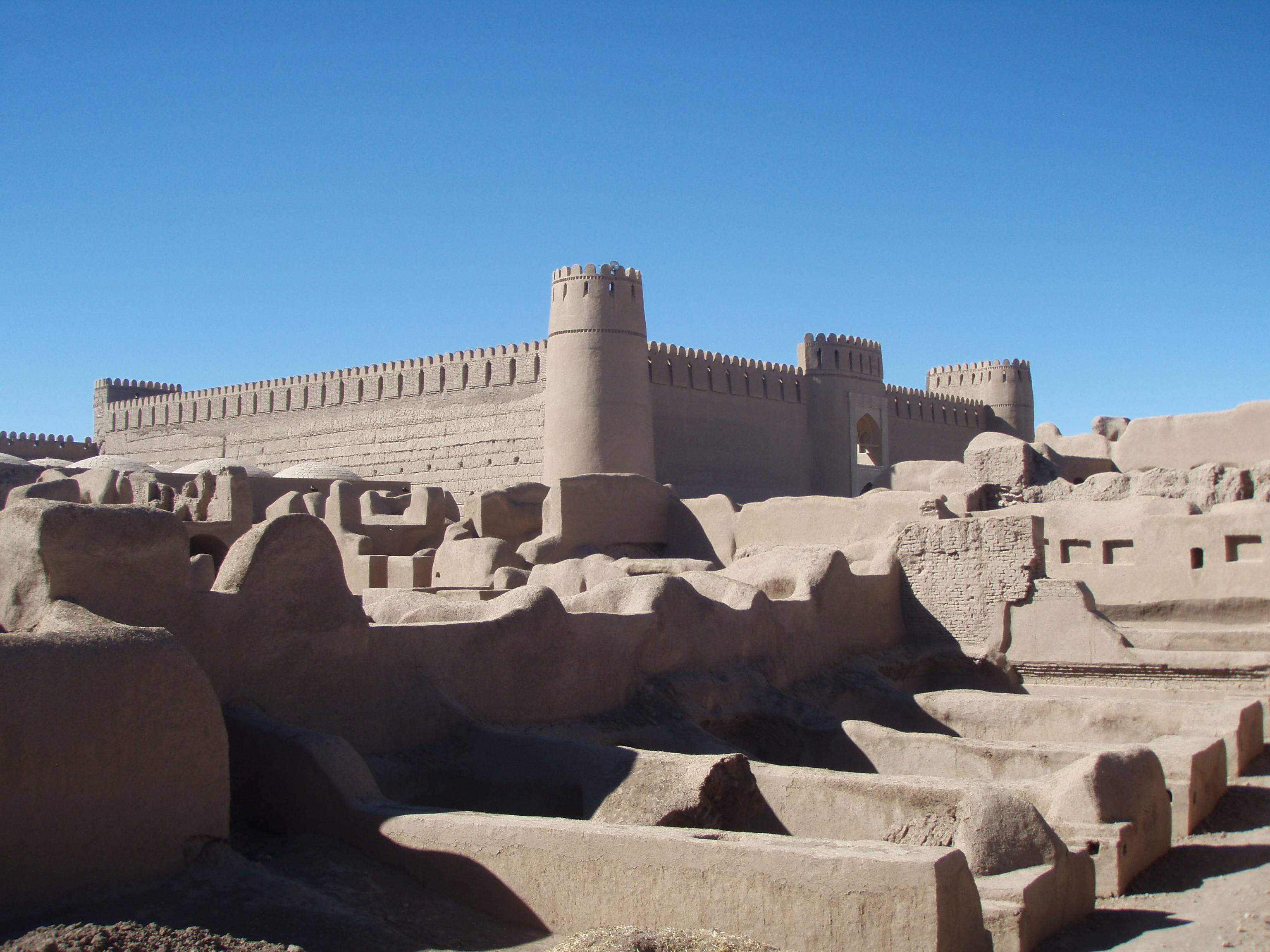
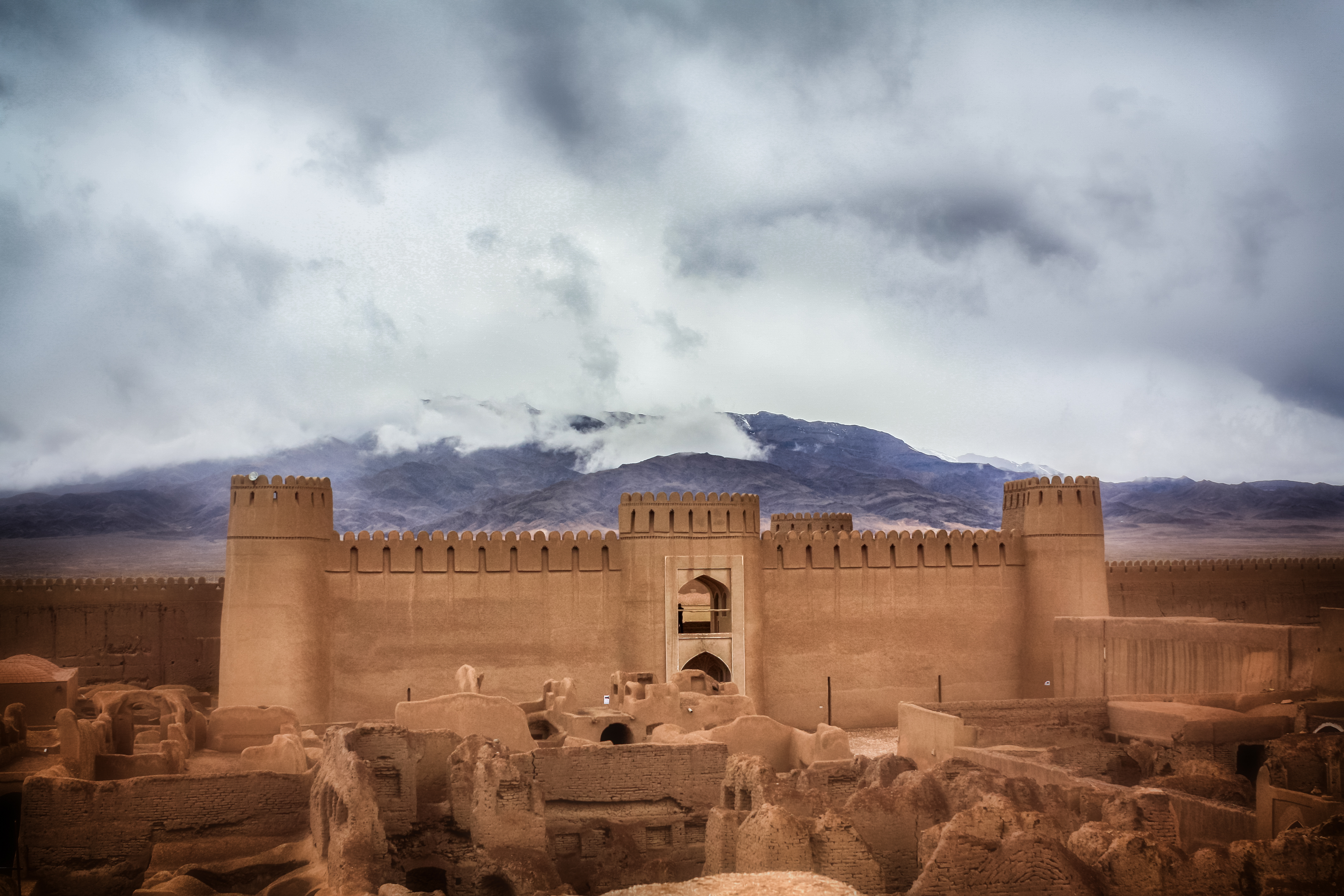
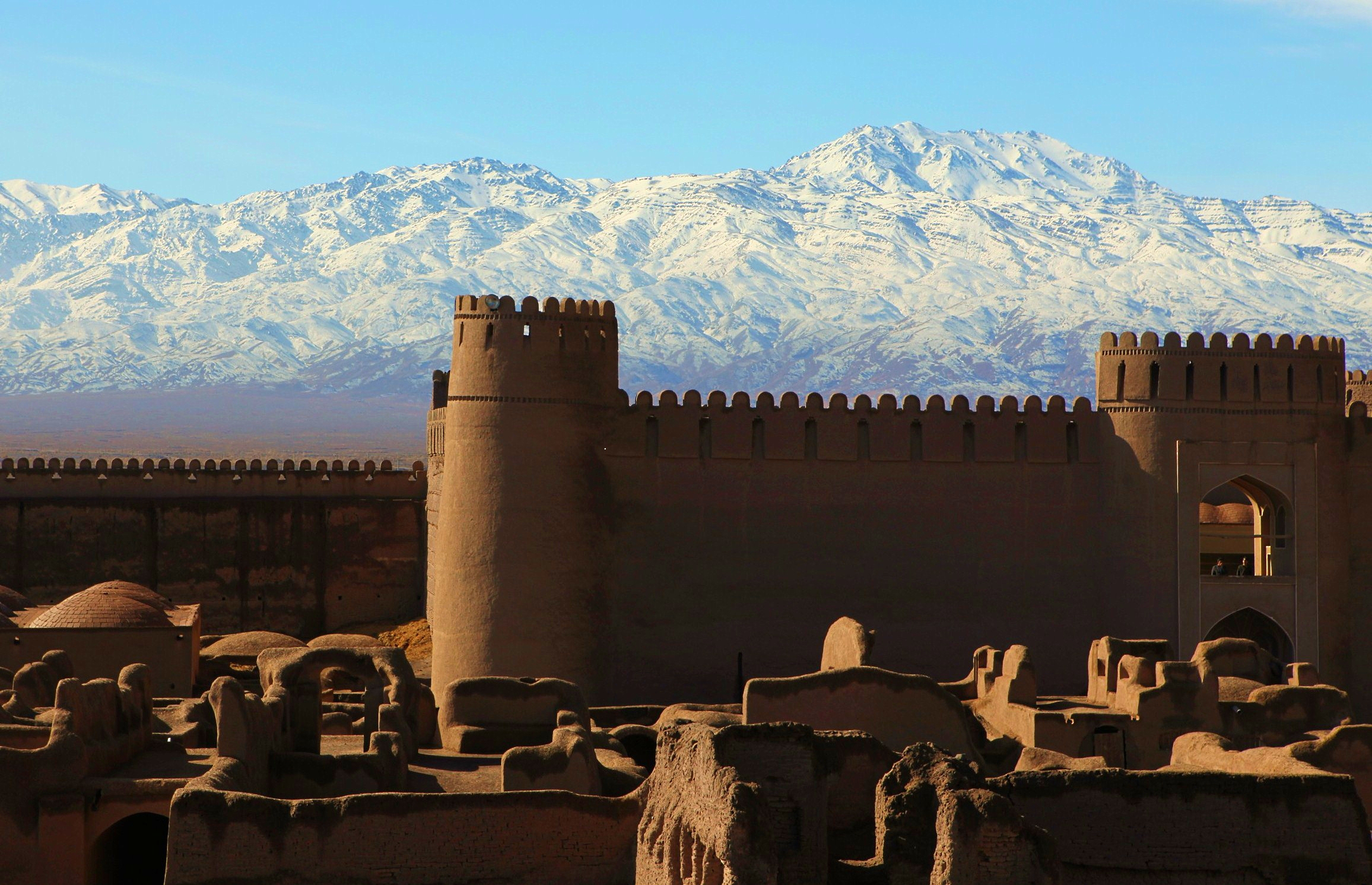
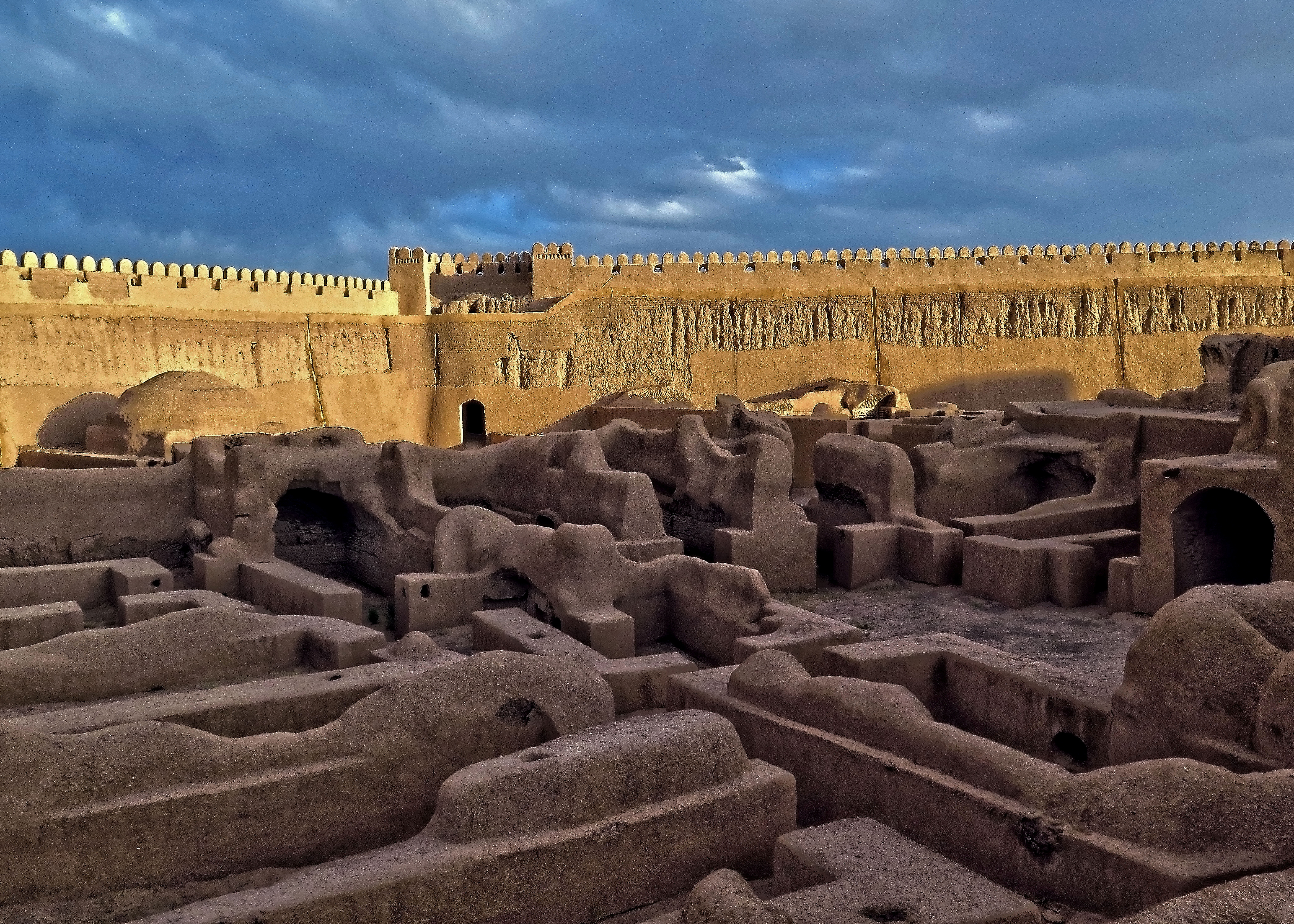
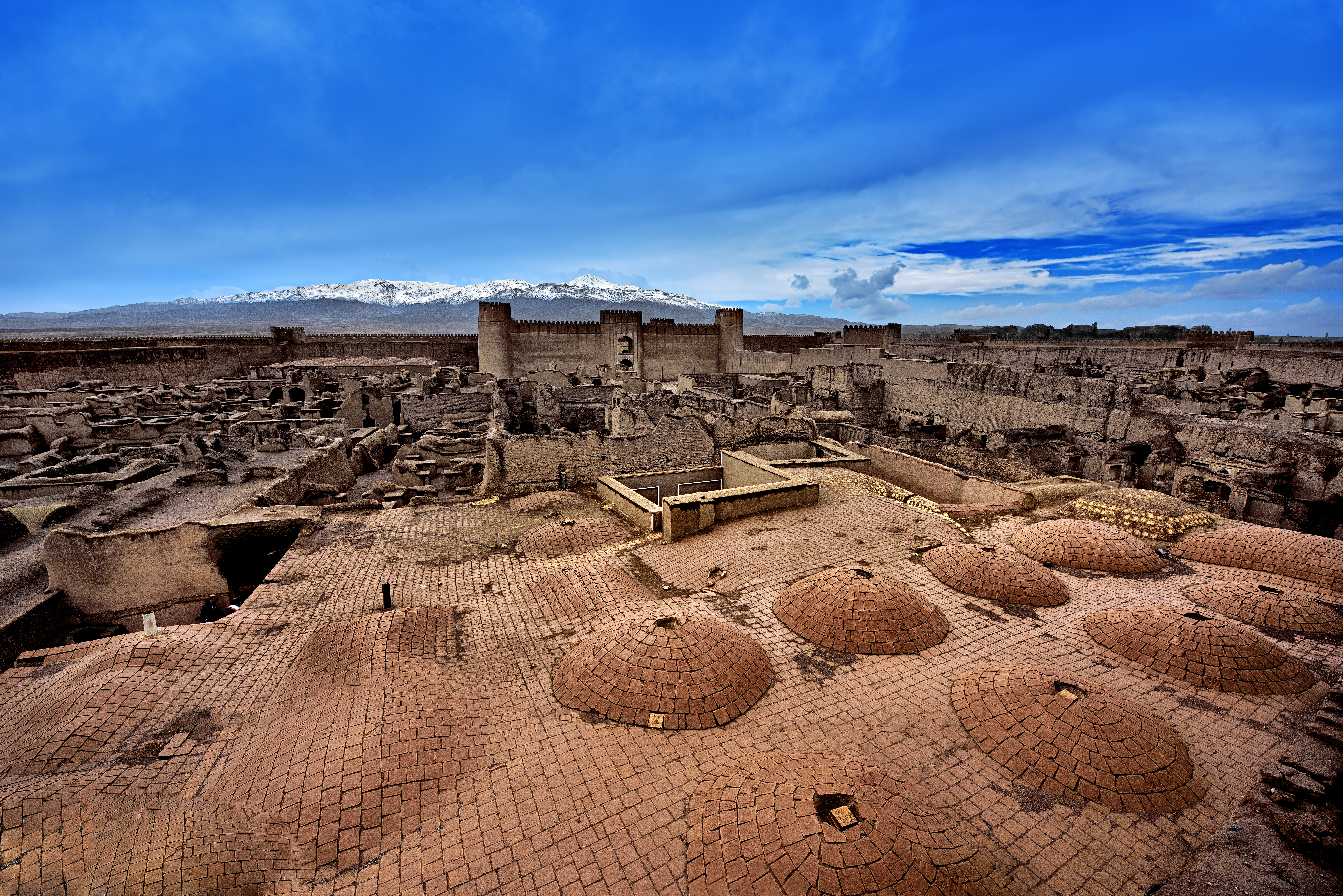
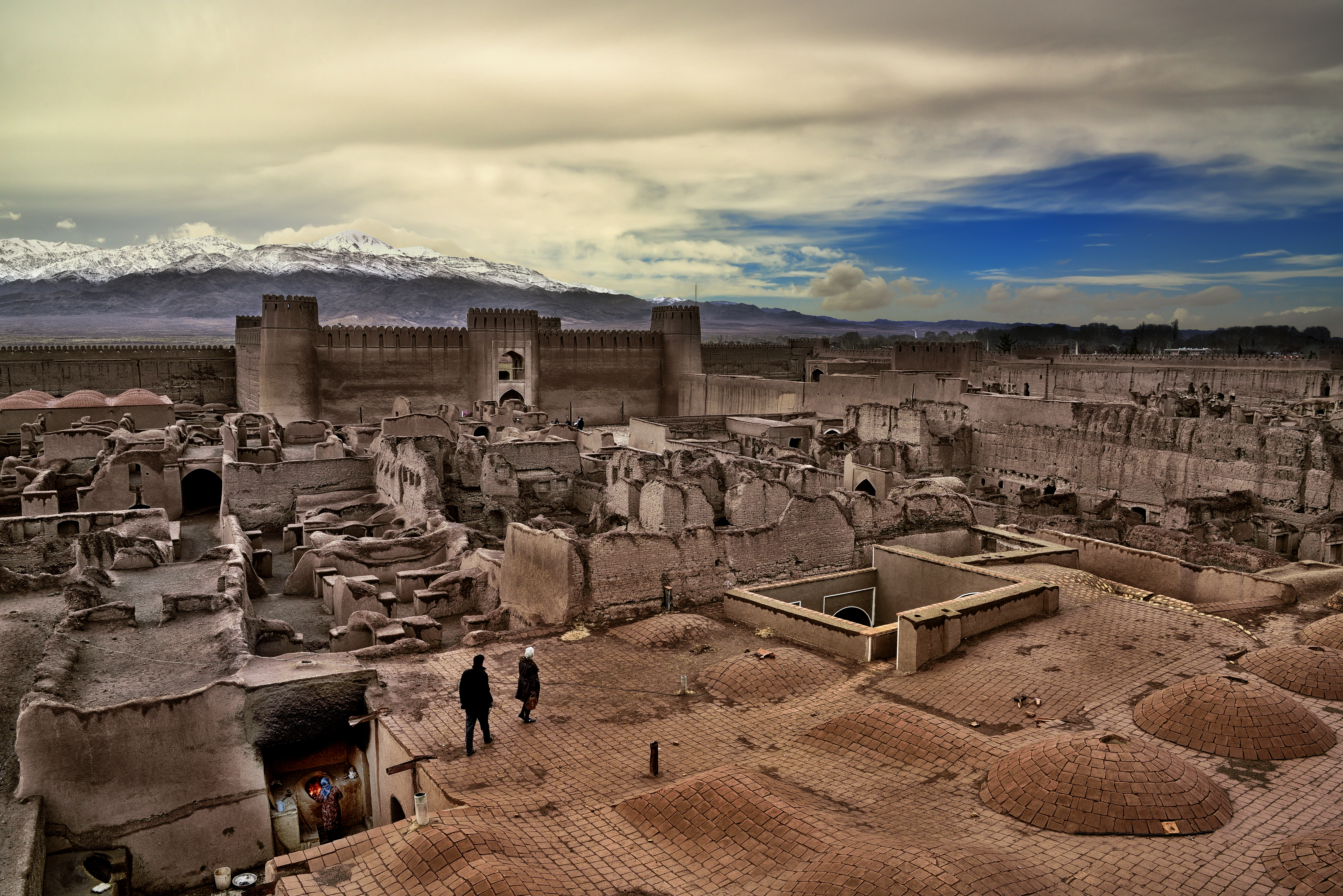
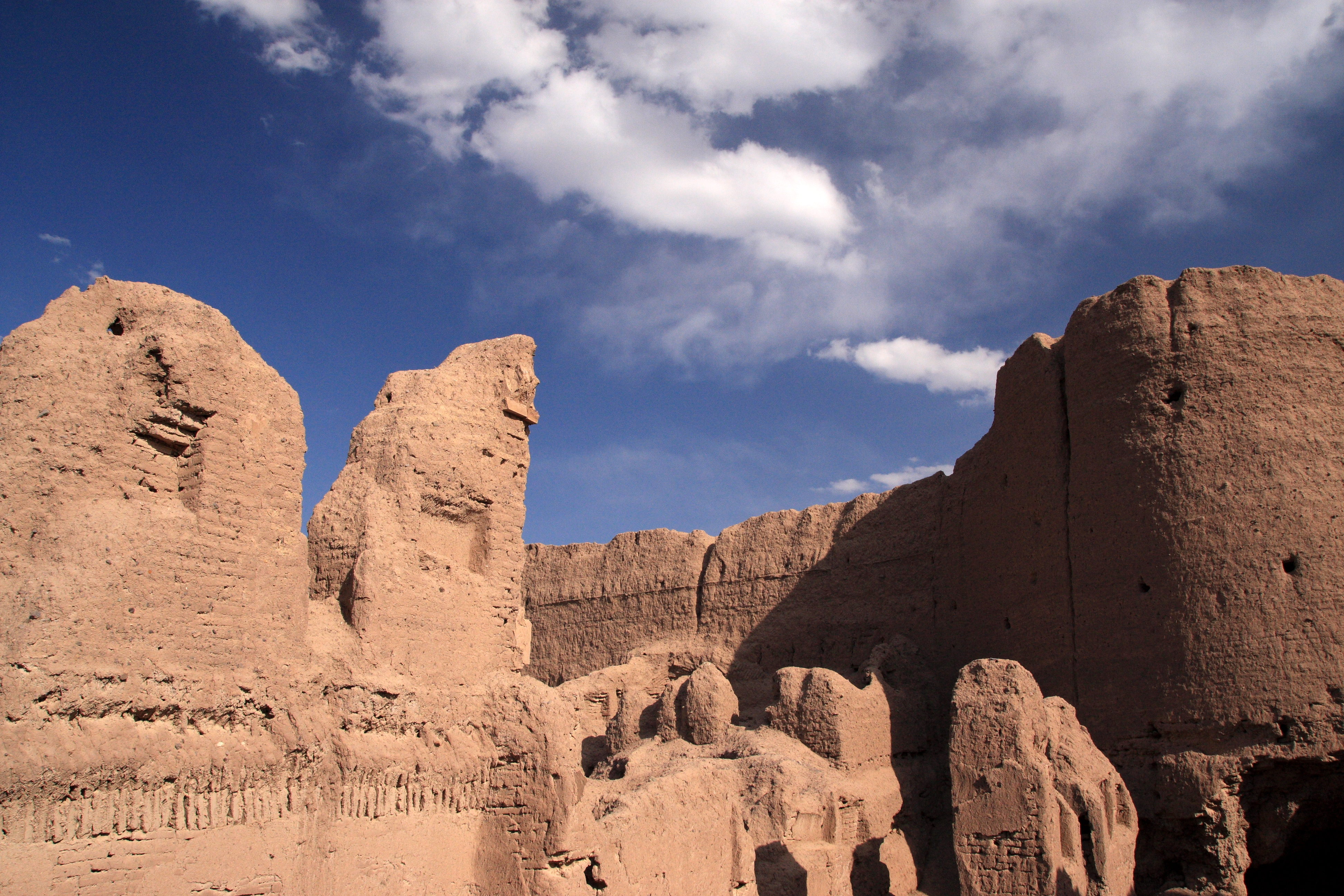
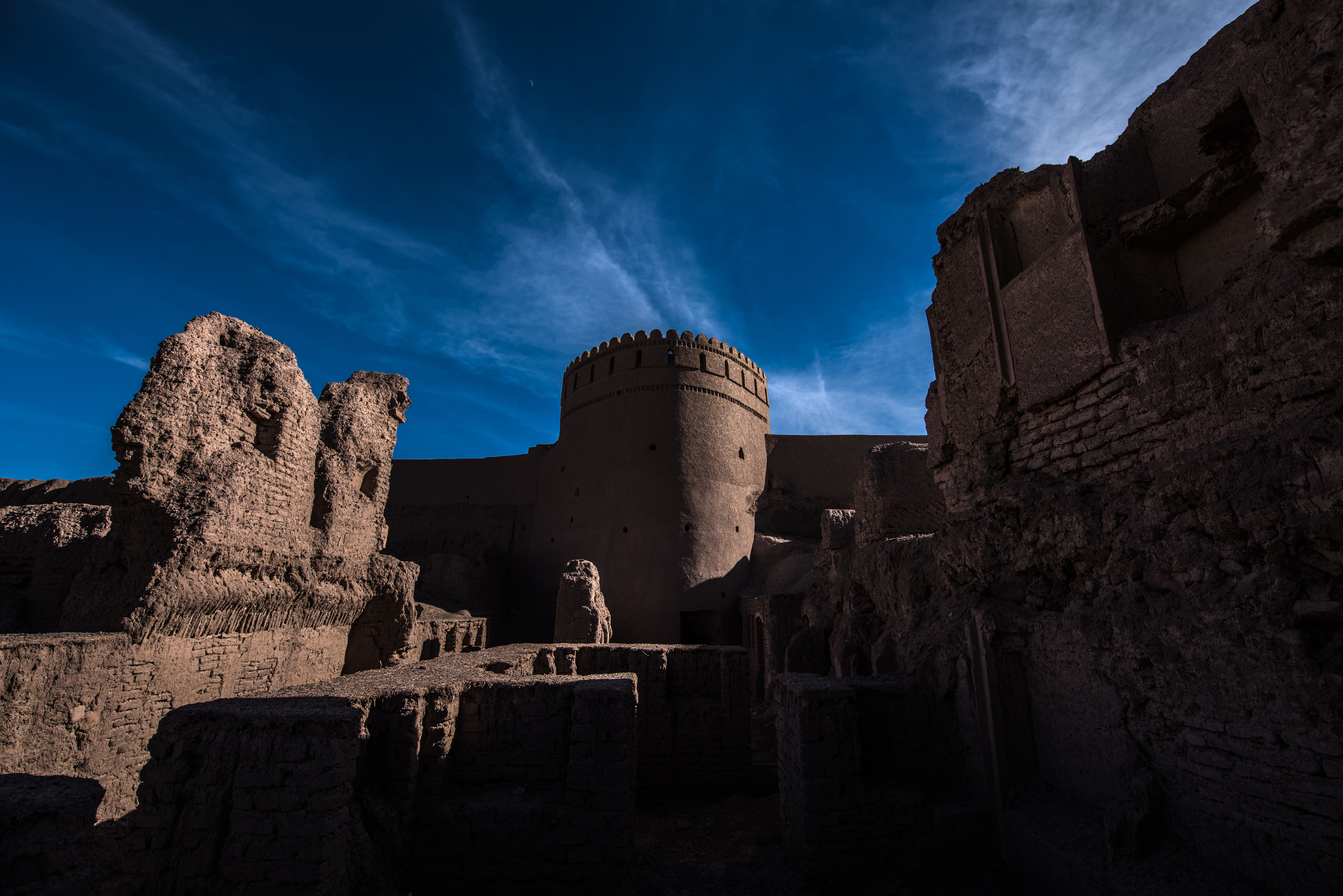
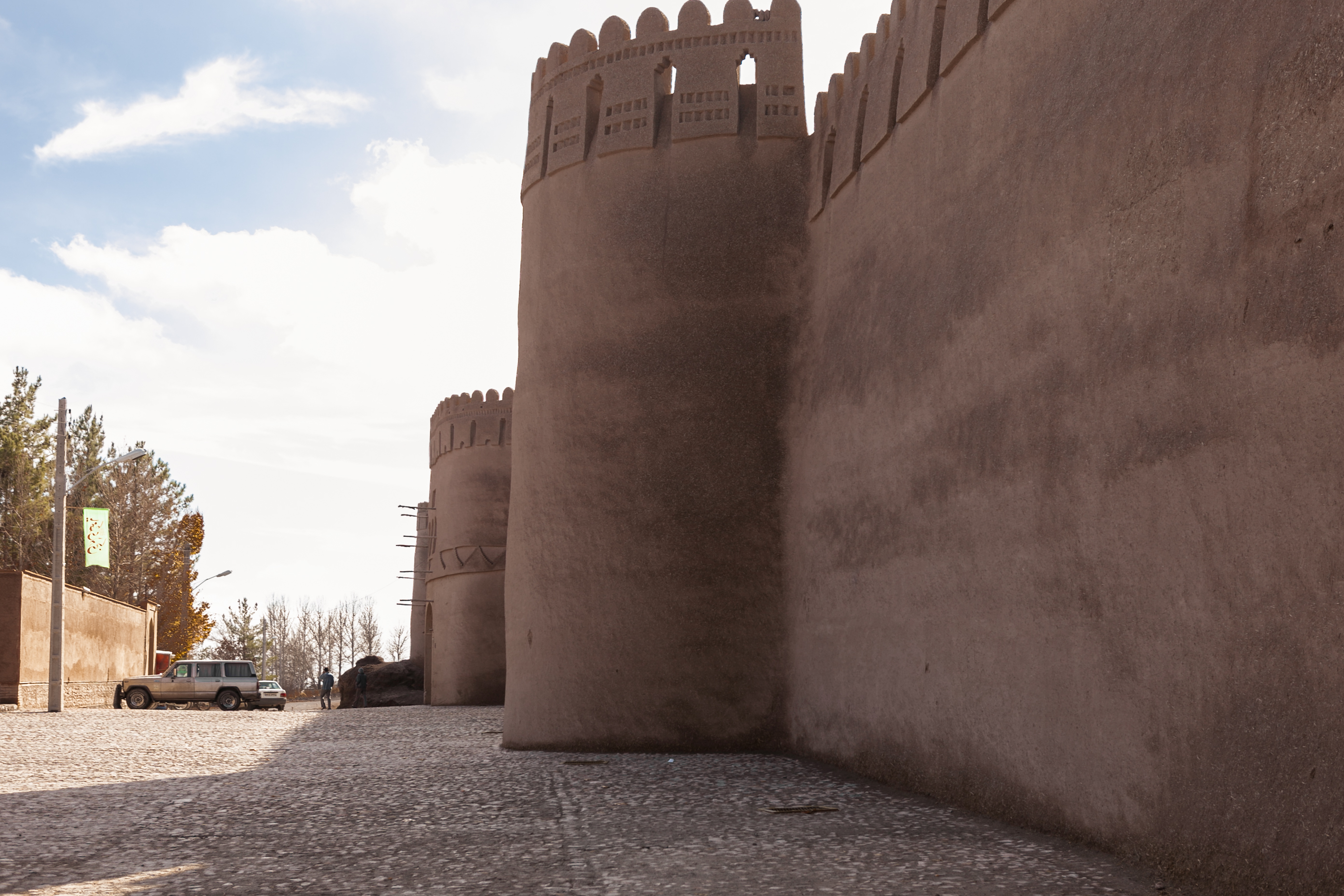
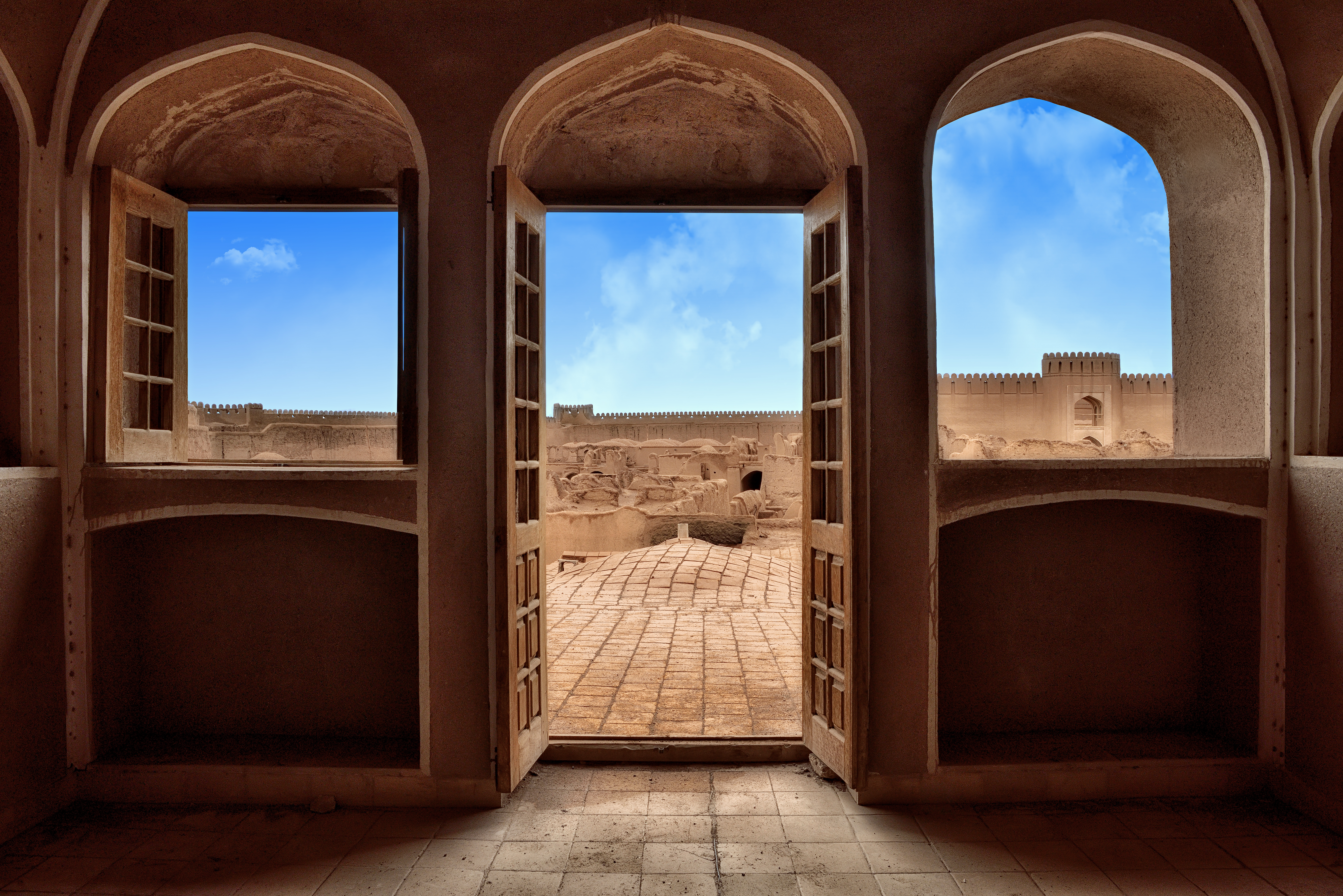